# Baronía de Veligosti
La Baronía de Veligosti o Veligosti-Damala fue un feudo medieval franco del Principado de Acaya, originalmente centrado en Veligosti (en griego: Βελίγοστι o Βελιγόστη; francés: Véligourt; español: Viligorda; italiano: Villegorde) en el sur de Arcadia, pero también llegó a incluir el área de Damala (en griego: Δαμαλᾶ, francés: Damalet) en la Argólida cuando paso a una rama menor de la familia de la Roche. Después que Veligosti se perdió ante los bizantinos hacia 1300, el nombre se mantuvo aunque la baronía se redujo a Damala.

## Historia
Veligosti, cerca de la antigua Megalópolis, parece haber caído ante los cruzados francos sin resistencia alrededor de 1206. El origen del nombre es desconocido. Karl Hopf cree que el nombre griego deriva de la forma francesa Véligourt, y que esto era a su vez una corrupción del nombre del primer barón, Mateo de Mons, que, como propuso Hopf, provenía de Valaincourt/Walincourt. Antoine Bon, por el contrario, considera la forma «Veligosti» de ser la original (por último de origen eslavo) y que el nombre francés se ha derivado de ella.
La baronía, establecida alrededor de 1209, fue una de las doce baronías seculares originales del Principado de Acaya y estaba compuesta por cuatro feudos. Mateo tuvo la baronía hasta su matrimonio con una princesa bizantina, la hija de Teodoro II Láscaris. Karl Hopf conjeturó la existencia de dos barones del mismo nombre, Mateo I y II, y que fue este último quien se casó con la princesa.
Mateo de Mons desaparece de las fuentes después de su matrimonio, y el feudo y el título asociado aparentemente pasaron a una rama menor de la familia de la Roche, cuya rama mayor gobernó el Ducado de Atenas. Ya en un documento fechado en 1256, Guillermo de la Roche es mencionado como «señor de Veligosti» (dominus Villegordus). El proceso de la transferencia es oscuro; Hopf hipotetizó que una hermana de Mateo de Mons puede haberse casado con Guillermo de la Roche. Guillermo de la Roche, el hermano menor del duque de Atenas Guido I de la Roche, también ocupó la región de Damala en la Argólida como feudo, y los dos dominios se unieron bajo el mismo título.
Damala (antigua y actual Trecén en la Argólida) fue capturada fácilmente en los primeros días de la conquista franca de Morea, a diferencia de las ciudadelas vecinas de Argos y Nauplia, que continuaron resistiendo hasta 1212.  Aunque estos últimos fueron dados como un feudo independiente a los duques de la Roche de Atenas; la misma Damala no es mencionada en las versiones francesas y griegas de la Crónica de Morea, y sólo la versión aragonesa menciona un caballero, aparentemente Guillermo de la Roche, que recibió seis feudos en la zona y construyó un castillo, así como la posesión de tres feudos ahí por la familia Foucherolles. Estos informes se remontan a la segunda mitad del siglo, y la zona parece haber sido del todo desprovista de la presencia de los francos antes de eso. Jacobo de la Roche, evidentemente hijo de Guillermo, es mencionado luego como «señor de Veligosti» en la versión aragonesa, mientras que a principios del siglo XIV, Reinaldo «de Véligourt», hijo de Jacobo y María Alemán, hija del barón de Patras Guillermo el Alemán, es mencionado como «señor de Damala» (sires de Damalet).
Desde la década de 1260, Veligosti se convirtió en una base importante en el Principado de Acaya en su guerra contra la provincia bizantina de Mistrá en el sureste de Morea. Junto con Nikli custodiaba los pasos que conducían desde el territorio bizantino en la meseta del centro de Arcadia, el corazón de la península.  Después de aprox. 1272 la presencia de los francos en Veligosti comenzó a ser cada vez más amenazado, ya que los bizantinos gradualmente se extendieron en la zona. Alrededor de 1300, tanto Nikli como Veligosti se habían perdido a los francos, y de hecho parecen haber sido arrasadas y/o abandonadas por completo, ya que no se mencionan en las fuentes. Aunque confinada en el feudo de Damala, la familia continuó utilizando el título de Veligosti, o más bien su versión francesa, Véligourt, a partir de entonces.
Reinaldo probablemente fue asesinado en la batalla del río Cefiso en 1311, y su heredera, Jacqueline de la Roche, se casó con Martino Zaccaria, que también era el señor de Quíos y barón de Chalandritsa, algún tiempo antes de 1325. Martino fue sucedido por sus dos hijos, primero por Bartolommeo, y después de su muerte en 1336, por Centurión I. Tras la muerte de Centurión en 1382, Damala parece haberse perdido.